# Xã Indiantown, Quận Bureau, Illinois
Xã Indiantown (tiếng Anh: Indiantown Township) là một xã thuộc quận Bureau, tiểu bang Illinois, Hoa Kỳ. Năm 2010, dân số của xã này là 711 người.